# ۱۵۱۶ (میلادی)
۱۵۱۶ (میلادی) هزار و پانصد  و شانزدهمین سال تقویم میلادی است.

## زادگان
- ۱۳ اوت – هیرونیموس ولف، کتابدار آلمانی (د. ۱۵۸۰)